# Irakli Mtsituri
Irakli Mtsituri –en georgiano: ირაკლი მწითური– (13 de agosto de 1995) es un deportista georgiano que compite en lucha libre.
Ganó una medalla de bronce en el Campeonato Mundial de Lucha de 2019 y una medalla de bronce en el Campeonato Europeo de Lucha de 2019, ambas en la categoría de 92 kg.

## Palmarés internacional
| Campeonato Mundial | Campeonato Mundial     | Campeonato Mundial | Campeonato Mundial |
| Año                | Lugar                  | Medalla            | Categoría          |
| ------------------ | ---------------------- | ------------------ | ------------------ |
| 2019               | Nursultán (Kazajistán) | Medalla de bronce  | 92 kg              |
| Campeonato Europeo |                        |                    |                    |
| Año                | Lugar                  | Medalla            | Categoría          |
| 2019               | Bucarest (Rumania)     | Medalla de bronce  | 92 kg              |